# ماریا کلمانتین سوبیسکی
ماریا کلمانتین سوبیسکا (به لهستانی: Maria Klementyna Sobieska) 18 ژوئیه ۱۷۰۲ تا ۱۸ ژانویه ۱۷۳۵) یک اشراف زادهٔ لهستانی، نوهٔ پادشاه کشور مشترک‌المنافع لهستان–لیتوانی ژان سوم سوبیسکی، و همسر جیمز فرانسیس ادوارد استوارت، یعقوبی‌گرا، مدعی امپراتوری و تاج و تخت بریتانیا بود.
ماریا در اولاو سیلزی امپراتوری مقدس روم متولد شده‌بود.

## نگارخانه

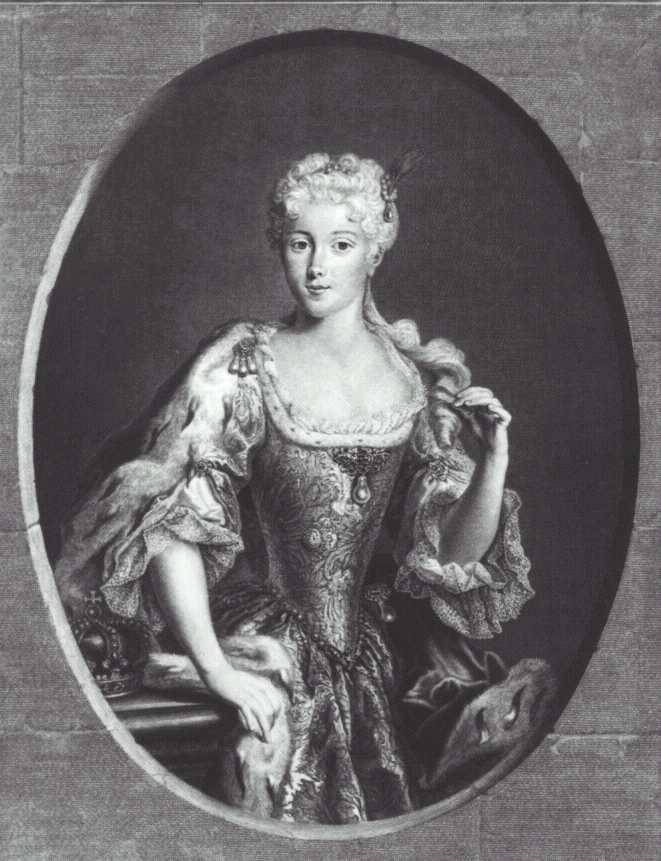
ماریا کلمانتین سوبیسکا، اثر هنری پیر ایمبرت Drevet.
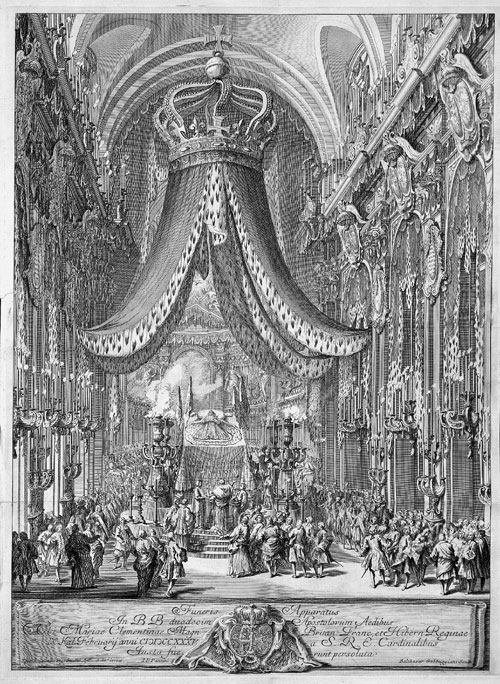
"مراسم ترحیم" ماریا کلمانتین در رُم. اثر هنری مسی چاپ و اچ شده توسط بالاستار گبوجانی (ابعاد: ۶۴ × ۴۷٫۵) سانتی‌متر، ۱۷۳۶
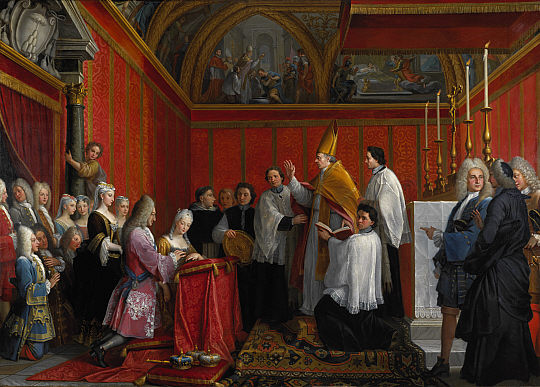
از ازدواج شاهزاده جیمز فرانسیس ادوارد استوارت و شاهزاده خانم ماریا کلمانتین (۱ سپتامبر ۱۷۱۹ ) اثر هنری آگوستینو ماسوچی
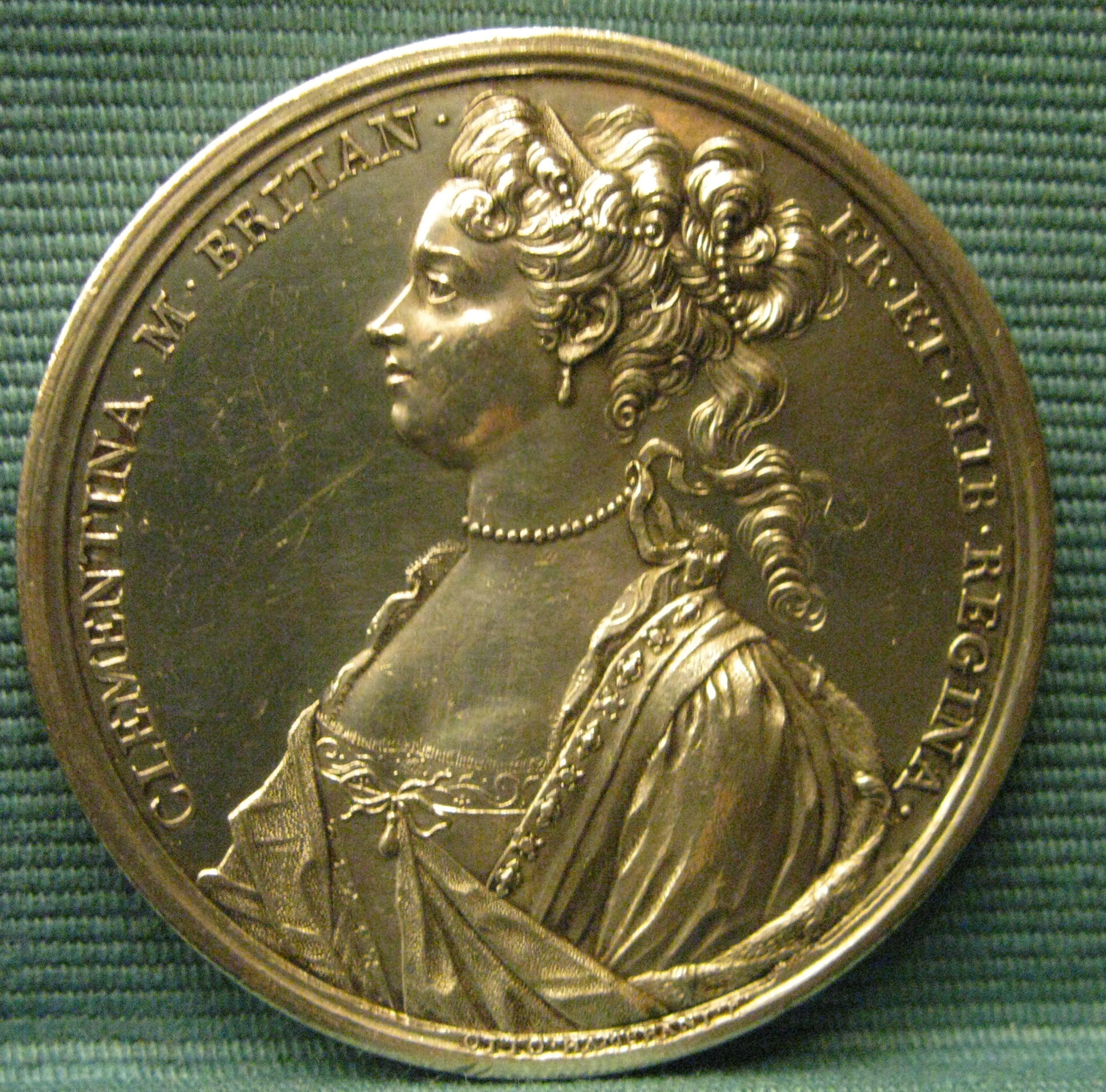
مدال یادبود ماریا کلمانتین سوبیسکی استوارت در ۱۷۱۹